# Lidingö Arena

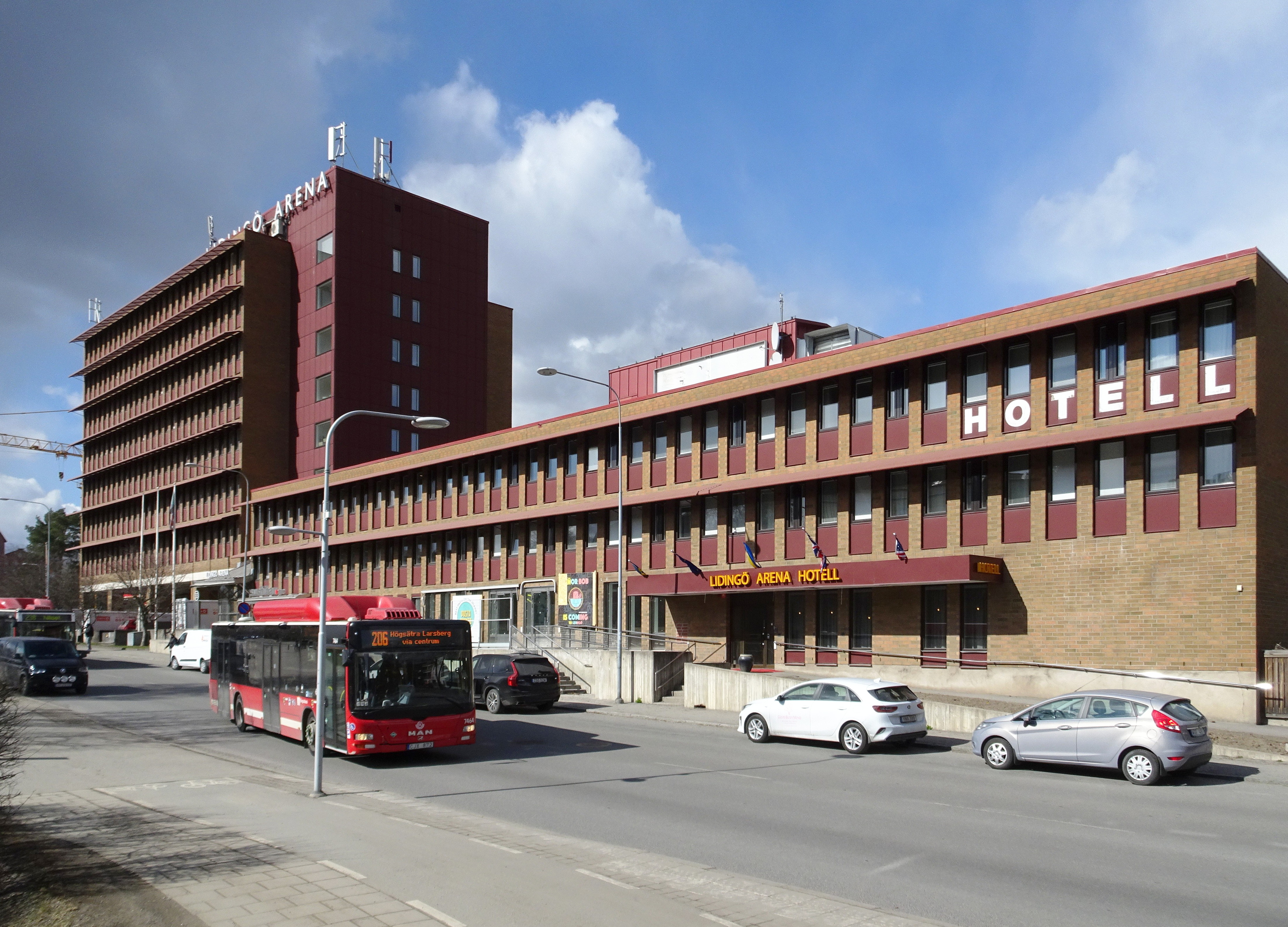
Lidingö Arena, fasat mot Stockholmsvägen, mars 2022.

Lidingö Arena (Stenbrottet 10) kallas ett kontors- och affärshus vid Stockholmsvägen 33–35 i kommundelen Torsvik, Lidingö kommun. Byggnaden uppfördes åren 1974–1978 efter ritningar av arkitekt Bo Möller. Anläggningen har ett starkt arkitektoniskt uttryck och utgör ett landmärke i området.

## Beskrivning
En stadsplan för Stenbrottet 10 fastställdes av kommunfullmäktige 19 juni 1973 som ersatte en tidigare stadsplan från 1953. Kvarterets södra del skulle bebyggas med kontor, bilservice och garage vilket låg i linje med generalplanens intentioner för centrumområdet. Dessutom skulle anläggningen bidra med biluppställningsplatser för närbelägna bostadsområdet Torsviksplatån från 1940-talets andra hälft och 1950-talets början.
Arkitekt Bo Möller ritade ett byggnadskomplex som sträcker sig längs med Stockholmsvägen och består av flera volymer: en höghusdel med åtta våningar ovan mark i väster och en lågdel med tre våningar i öster. Möller gav byggnaden en tydlig horisontalverkan som förstärks genom långa fönsterband med solavskärmningar av rödmålat metall. Den röda färgen återkommer i fasadteglets rödbruna kulör och i röda plåtdetaljer.
Lokalytan är på totalt 7 700 m² som inrymmer olika tjänsteföretag, bank, kontor, butiker, restaurang och liknande. Den största hyresgästen utgörs av Hotell Lidingö Arena (LA Hotell) som erbjuder 31 hotellrum och flyttade in 1996. Vid västra gaveln finns en stor bensinstation med dygnetruntservice som för närvarande (2022) drivs av Circle K. Längs gatan sträcker sig en arkad. Under huset ligger ett parkeringsgarage.

## Bilder

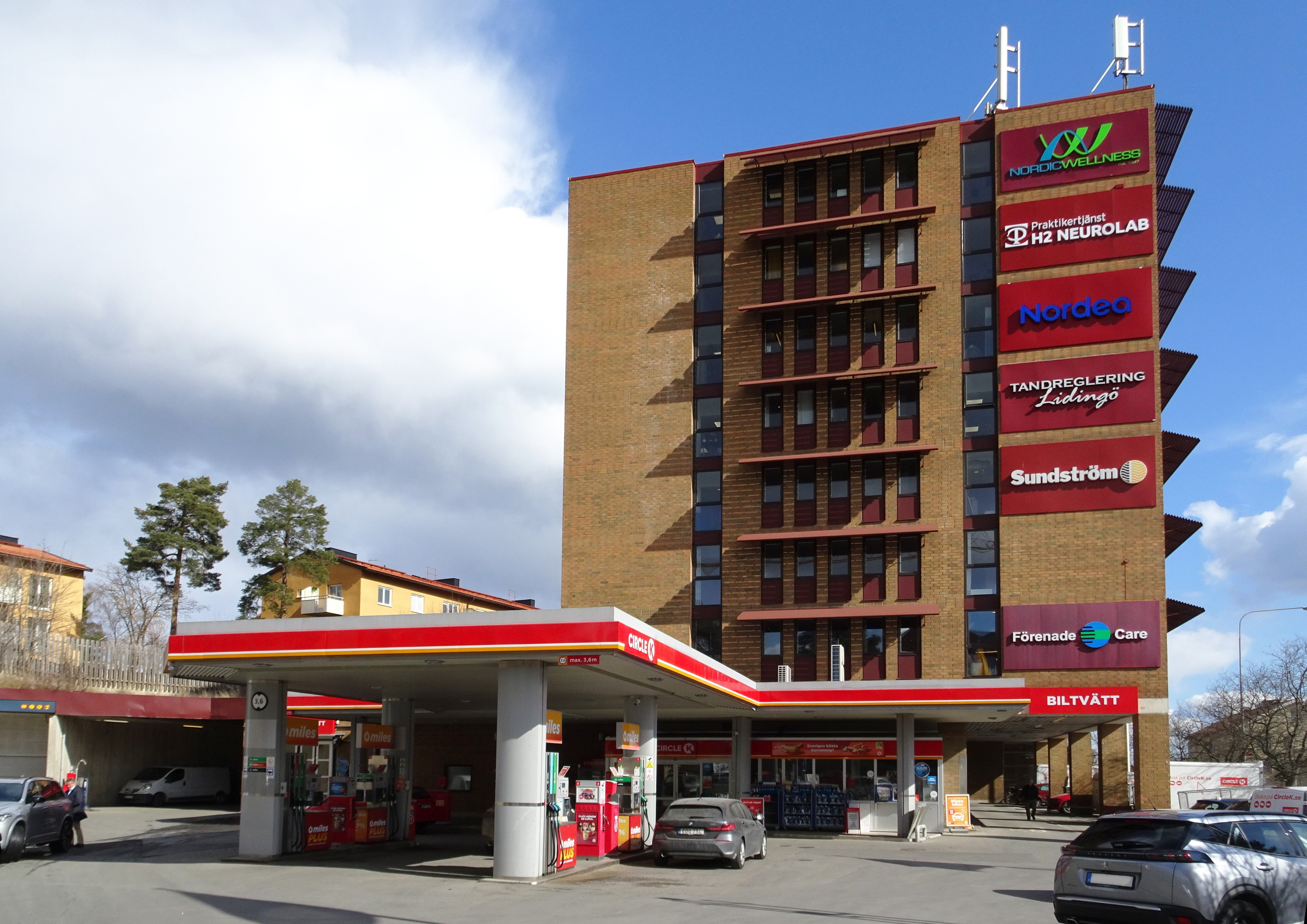
Byggnaden från väster.
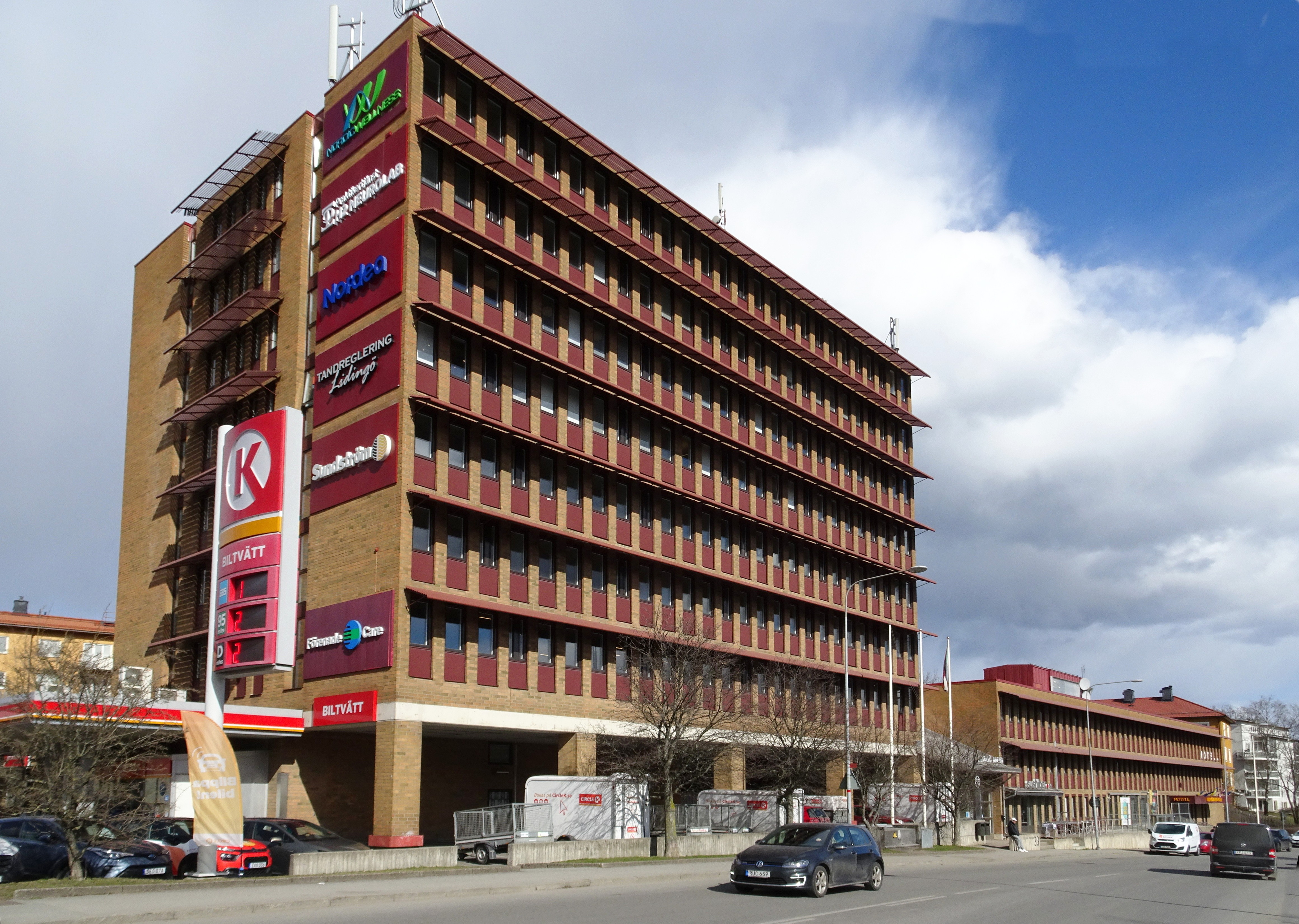
Höghusdelen med arkadgången.
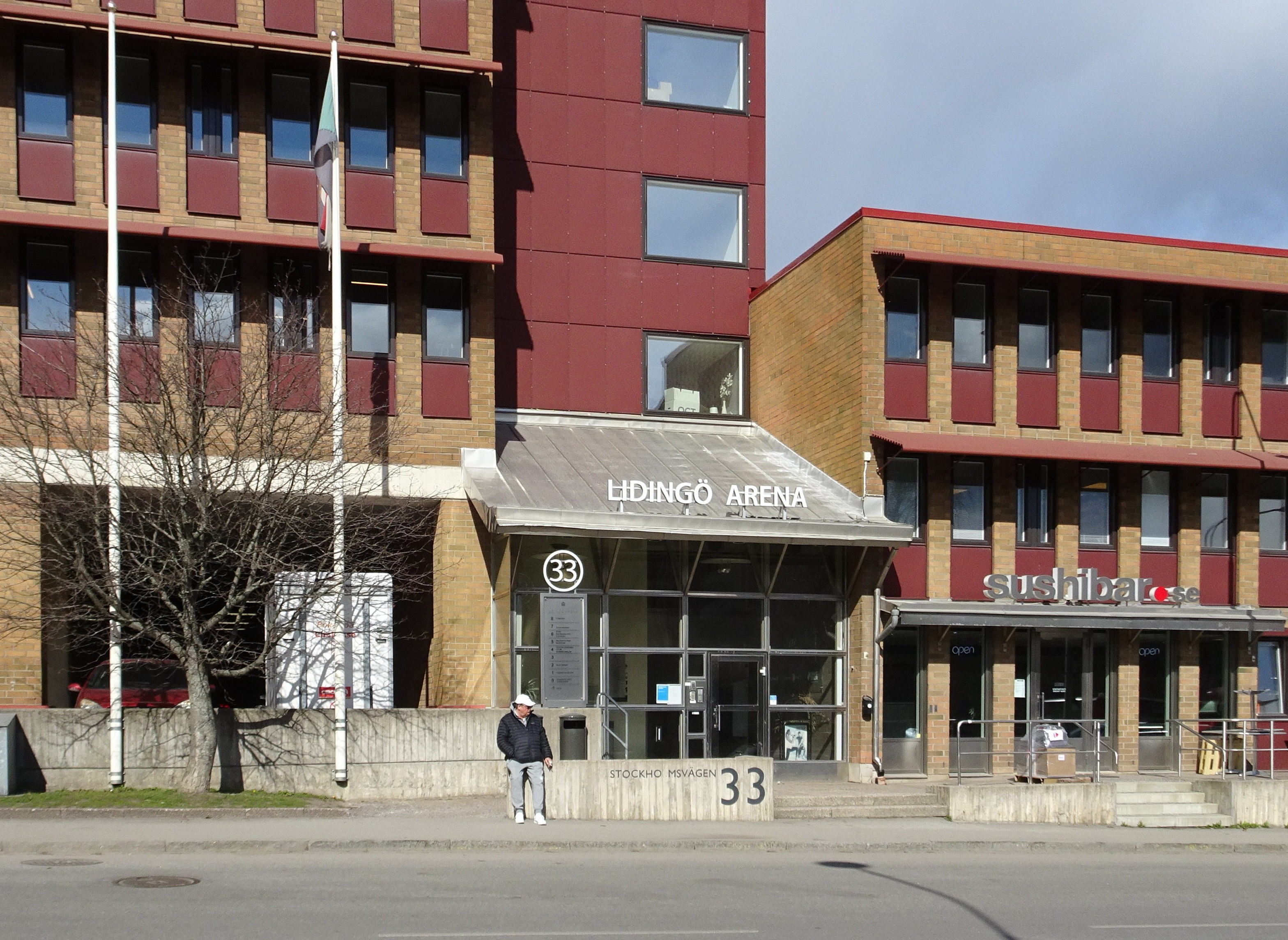
Entrén Stockholmsvägen 33.
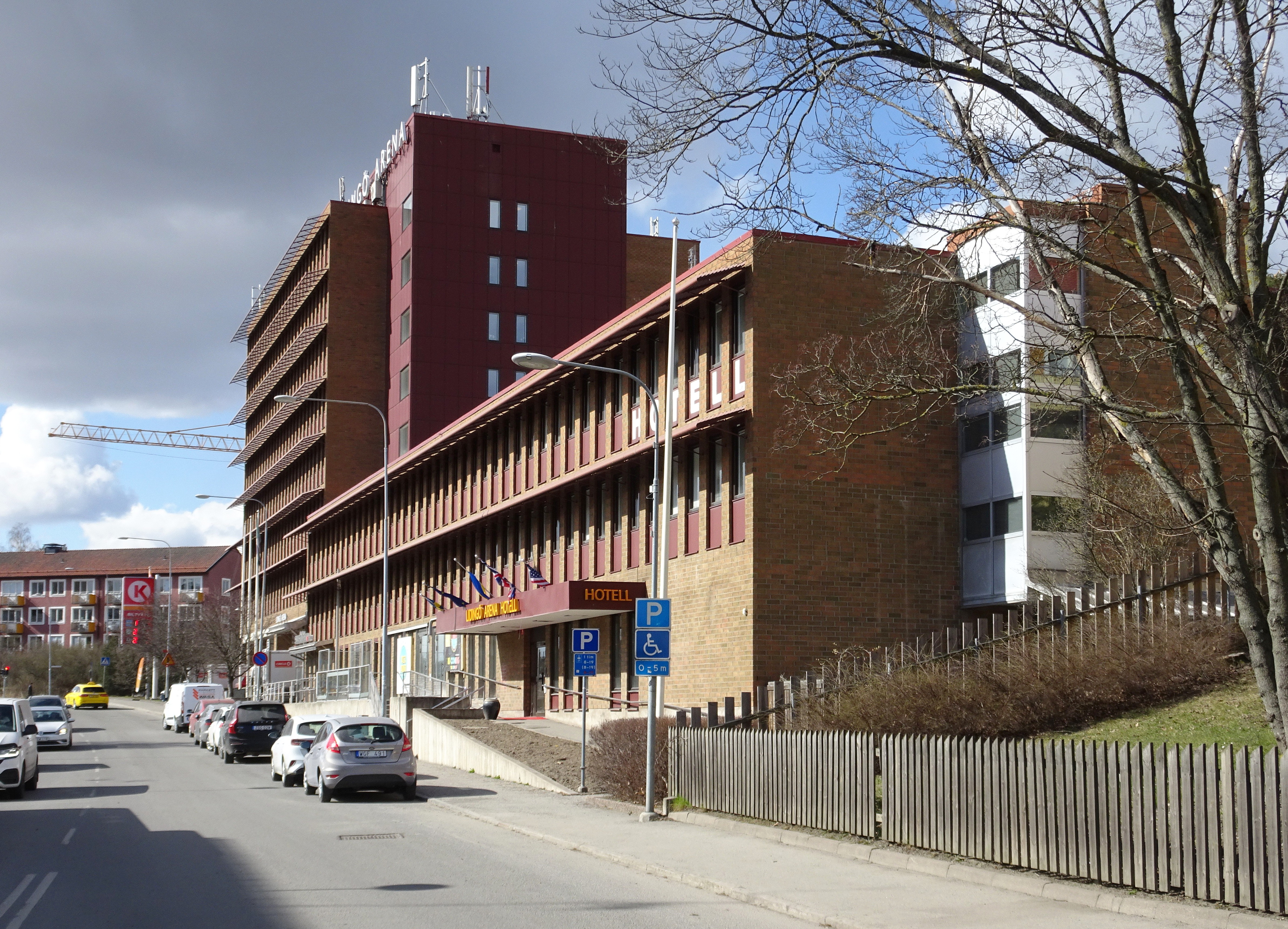
Byggnaden från öster.